# Єганян Тигран Рафаелович
Тигран Рафаелович Єганян (вірм. Տիգրան Եգանյան, 7 лютого 1978, Єреван — 23 грудня 2024) — колишній депутат парламенту Вірменії.

## Біографічні відомості
Народився 7 лютого 1978 року в Єревані.
- 1994—1999 — економічний факультет Єреванського державного університету.
- 1999—2002 — аспірантура Єреванського державного інституту народного господарства. Кандидат економічних наук.
- 2000 — працював в ТОВ «Дзюник сарнаран» старшим економістом.
- 2000—2003 — працював в апараті уряду Вірменії спеціалістом 1-ї категорії, потім провідним фахівцем.
- 2003—2005 — радник спікера парламенту Вірменії.
- 2005—2006 — депутат парламенту. Член постійної комісії з соціальних питань, з питань охорони здоров'я та охорони природи. Член партії «Орінац Еркір», а потім безпартійний.